# William Henry Flower
William Henry Flower KCB FRS (Stratford-upon-Avon, 30 de novembro de 1831 — Londres, 1 de julho de 1899) foi um anatomista comparativo e cirurgião britânico.
Flower tornou-se uma autoridade em mamíferos, e especialmente sobre o encéfalo de primatas. Forneceu suporte a Thomas Henry Huxley em uma controvérsia com Richard Owen sobre o encéfalo humano, e eventualmente sucedeu Owen como diretor do Museu de História Natural de Londres.

## Obras
- Diagrams of the nerves of the human body. London 1861.
- Observations of the posterior lobes of the cerebrum of the Quadrumana, with a description of the brain of a Galago. Proc Roy Soc 1860-62 xi, 376-81, 508; Phil Trans 1862 185-201.
- On the brain of the Javan Loris (Stenops javenicus). Read 1862, publ. Zool Soc Trans 1866 103-111.
- On the brain of the Siamang (Hylobatis syndactylis). Nat Hist Rev 1863 279-257.
- An introduction to the osteology of the Mammalia. London 1870; 2nd ed 1876; 3rd ed with Hans Gadow 1883.
- On the brain of the red Howling Monkey (Mycetes seniculus). Zool Soc Proc 1864 335-338.
- Fashion in deformity. 1885.
- The Horse: a study in natural history. 1890.
- Introduction to the study of Mammals, living and extinct with Richard Lydekker. London 1891.
- Essays on Museums and other subjects. London 1898. [includes appreciations of Huxley and Owen]